# Love, Lust, Faith and Dreams
Love, Lust, Faith and Dreams (стилізовано як LOVE, LUST, FAITH + DREAMS) — четвертий студійний альбом американського рок-гурту 30 Seconds to Mars, світова прем'єра якого відбулась 21 травня 2013 року на лейблі EMI.. Після виходу, він зайняв 6 позицію у рейтингу 200 найпродаваніших музичних альбомів Billboard 200.

## Історія створення
У 2009 році 30 Seconds To Mars випустили свій третій студійний альбом під назвою This Is War. У альбомі з'явився новий напрямок, прийнятий групою,- використання похмуріших ліричних тем, гучніший звук і «набагато більше електронної та експериментальної музики, з великою кількістю старовинних синтезаторів». Відтоді альбом This Is War продано більше ніж у чотирьох мільйонах примірників, один мільйон синглів альбому має запит в усьому світі, саме цей альбом є найбільш комерційно успішним для гурту. Тур, який гурт здійснив, після турів на підтримку платівок Into the Wild, Hurricane та Closer to the Edge, тривав два роки і побив світовий рекорд Гіннеса у номінації «Найдовший концертний рок-тур», в цілому було здійснено 309 концертів.
Щоб довершити успіх This Is War, гурт розпочав роботу над своїм четвертим студійним альбомом відразу після завершення туру на підтримку альбому Closer to the Edge. Лідер гурту Джаред Лето хотів «альбом, який має припливи і відпливи, зміст і структуру.», чіткий контраст з попередніми доробками гурту. Лето почав писати тексти пісень для альбому в грудні 2011 року, і відтоді як гурт почав записувати сингл Love, Lust, Faith and Dreams до квітня 2012 року, він зібрав в цілому 50 пісень.
23 квітня 2012 року, музичний журнал Rolling Stone опублікував статтю вказуючи, що гурт 30 Seconds To Mars записує у студії четверту платівку. Як зазначалося у статті, 27 квітня гурт презентував деякі добірки з нового матеріалу у прямому ефірі на сайті VyRT, включаючи пісню під назвою «Witness». Було також зазначено про зацікавленість гурту у співпраці з іншими виконавцями на підтримку альбому. На офіційному сайті гурту у мережі Twitter було офіційно підтверджено цю новину. 25 квітня 2012 року на сайті MTV Buzzworthy було підтверджено, що гурт співпрацює зі знаменитим продюсером Стівом Лілівайтом (продюсером гурту U2, Peter Gabriel, The Killers).

## Запис альбому
Запис альбому Love, Lust, Faith + Dreams відбувався з квітня по грудень 2012 року на студії у Лос Анджелесі, США. У вересні 2012 року відбувся захід «The Summit», на який запросили шанувальників для запису хорового співу до треків альбому, а раніше у 2009 році була записана хорова вокальна партія до пісні This Is War. На відміну від пісні This Is War, де вся публіка взяла участь у записі, захід який відбувся для запису треку Love, Lust Faith and Dreams був більш скорочений та органічний, лише 20-25 осіб брали участь у записі вокалу.

## Обкладинка
Обкладинку для Love, Lust, Faith and Dreams є картина Демієна Герста, що має назву «Isonicotinic Acid Ethyl Ester». Картина є частиною серії плям Херста. Крім того, було оголошено, що друга частина художніх робіт від Герста, надписаний на полотні твір під назвою «Монохроматичні сектори з первинного, вторинного та третинного кольору, кільце, темний центр» з'явиться всередині буклету компактної версії диску. Цей твір насправді був розміщений на самому LP.

## Задум
Love, Lust, Faith and Dreams — це концептуальний альбом, що обертається навколо теми, за якою він названий. Альбом складається з чотирьох частин, які відповідно названі: Любов, Хіть, Віра та Мрії, кожна з яких розпочинається з оголошення жіночим голосом назви самої частини до початку пісні або наприкінці інтерлюдії, вводячи наступну.
З розкриття теми Любові починається альбом, а саме піснями: «Birth» і «Conquistador» в той час як Пристрасть подається у піснях «Up in the Air», «City of Angels», «The Race» і «End of All Days». Віра починається піснею «Pyres of Varanasi» і проходить через «Bright Lights» і «Do or Die», а заключний відрізок альбом оспівує Мрії піснями «Convergence», «Northern Lights», «Le Depuis Début».
Більш точний концепт альбому можна побачити всередині платівки. Він розпізнається у чотирьох кольорах: червоний символізує любов, жовтий — пристрасть, зелений — віру та синій — мрії.

## Сингли
«Up in the Air» вийшла як сингл 19 березня 2013 року. CD копію відправили у NASA і SpaceX до запуску космічного корабля Dragon Spacecraft на SpaceX CRS-2. Пісня дебютувала у всьому світі на борту станції 18 березня 2013, вийшла як цифровий сингл і була завантажена на ITunes наступного дня. Кліп вийшов 19 квітня 2013 року.

## Оцінка критиків
Love, Lust, Faith and Dreams отримав загалом позитивні відгуки від музичних критиків. На Metacritic, який призначає нормовані рейтинг з 100 відгуків від основних критиків, альбом отримав середній бал 62, на основі 11 відгуків.

## Список композицій
Автор музики і слів Джаред Лето, крім «Convergence». 
| #   | Назва               | Автор       | {{{extra_column}}} | Тривалість |
| --- | ------------------- | ----------- | ------------------ | ---------- |
| 1.  | «Birth»             |             | Leto               | 2:07       |
| 2.  | «Conquistador»      |             |                    | 3:12       |
| 3.  | «Up in the Air»     |             |                    | 4:35       |
| 4.  | «City of Angels»    |             |                    | 5:02       |
| 5.  | «The Race»          |             |                    | 3:40       |
| 6.  | «End of All Days»   |             | Leto               | 4:46       |
| 7.  | «Pyres of Varanasi» |             | Leto               | 3:12       |
| 8.  | «Bright Lights»     |             | Leto               | 4:51       |
| 9.  | «Do or Die»         |             | Leto               | 4:07       |
| 10. | «Convergence»       | Шеннон Лето | Leto               | 2:00       |
| 11. | «Northern Lights»   |             |                    | 4:44       |
| 12. | «Depuis le Début»   |             |                    | 2:33       |

| Japanese bonus track | Japanese bonus track                      | Japanese bonus track |
| #                    | Назва                                     | Тривалість           |
| -------------------- | ----------------------------------------- | -------------------- |
| 13.                  | «Night of the Hunter» (Шеннон Лето remix) | 6:28                 |

| Deluxe edition DVD | Deluxe edition DVD                  | Deluxe edition DVD |
| #                  | Назва                               | Тривалість         |
| ------------------ | ----------------------------------- | ------------------ |
| 1.                 | «Mars 300: Tribus Centum Numerarae» |                    |
| 2.                 | «Middle East»                       |                    |
| 3.                 | «Paris»                             |                    |